# Каугурциемс
Каугурциемс (латыш. Kaugurciems) район города Юрмалы в его западной части между Вайвари, Каугури и Яункемери. Один из морских портов герцога Якоба в XVII веке. С 1925 до 1959 года входил в состав города Слока. 
Первые пляжные отдыхающие селились в домах жителей Каугури ещё в XVIII веке, что делает его старейшей частью юрмальского курорта.

## История
Торговый путь Рига-Курземе-Пруссия в средние века проходил через Каугурциемс. В документах имя Каугурциемс отмечено в связи с принадлежащей Ливонскому ордену капеллой св. Юрия, которая располагалась на более позднем участке Слокской волости возле домов Стинте, существовавших до 1785 года. Около него образовалось место отдыха Каугури (Herberge zu Kaugern) с сеном, а также пивом, хлебом и различной едой, о котором упоминалось в задании 1554 года управляющему Тукумского pilsnovada Ливонского ордена (Landknecht). 
В середине XVII века герцог Екабс основал порт на берегу Каугурского залива (Kauger Wick) с несколькими складами и конторами. Город Рига выступил против этого, желая сохранить свою монополию на морскую торговлю. С 1651 по 1689 год в порту разгрузилось более 130 судов. Французская соль, табак, вино, сельдь и другие товары были ввезены в порт Каугурциемса, а вывозились корабельные деревья, дубовые бревна и доски, дёготь, крупы и льняное семя. Известно, что древесина из порта Каугурциемса также доставлялась на Вентспилсскую верфь. Со складов, расположенных в рыбацкой деревне, товары перевозились на подводах в Слоку, откуда они доставлялись на лодках в Елгаву, Литву и Польшу. В письме своему другу Галену в 1672 году Джордж Фелкерзам, сын канцлера герцога Иакова, написал о планах герцога выкопать новый Лиелупский лиман под Слокой. После смерти герцога Якова хозяйство Курземе и порт Каугури поникли, в 1690 году шведские солдаты напали на порт Каугури и захватили два корабля герцога. В 1697 году упоминалось, что в Каугури сохранился склад древесины. Около 1700 года у Каугури был собственный фогт, задачей которого было наблюдение за кораблями и отправка сушеной салаки и камбалы в столицу герцога Елгаву. 
После окончания Северной войны, начиная с 1730-х годов летом в Энгуре, Плиесциемсе и Каугурциемсе начали селиться первые пляжные отдыхающие, в основном помещики Курземского и Земгальского герцогств. 10 мая 1783 года князь Пётр Бирон одобрил отделение Слокского края от Курземского и Земгальского герцогств и его присоединение к Российской империи. В то время в Каугурциемсе (Kaugerzeem) жили только девять рыболовецко-фермерских семей, но пиво и водка продавались в трактире на 350 талеров в год. 
В 1807 году Иоганн Кристоф Бросе в описании к своему рисунку написал, что трактир Каугури находится на берегу моря в 34 верстах от Риги. У трактира дорога вдоль берега вверх идет до Тукумса, а вниз - до Булли. Те, кто хотел купаться в море, могли переодеться в купальной хижине. 
В 1824 году газета Ostsee-Provinzen-Blatt заявила, что летом Каугури был хорошо посещаем пляжными гостями, в основном из Елгавы, но некоторые семьи также из Риги. 
Данные ревизии 1826 года описывают Каугури как рыбацкий посёлок с 349 жителями (все латыши), пиво и водка продавались в пабе на 300 талеров в год. В 1837 году в Каугури было 26 домов с 79 комнатами для сдачи в аренду купальщикам. Доктор В. Содовскис (Sodoffsky) писал, что в 1838 году в Каугури было 318 купальных мест. В конце XIX века Каугурциемс был очень популярен среди жителей Елгавы, потому что из Елгавы было очень удобное движение на пароходе. Перед Первой мировой войной в Каугурциемсе проживало 677 жителей и 1184 дачника. 
Во время латвийских боёв за свободу 18 мая 1919 года в Каугурциемских дюнах произошла битва между латвийской отдельной бригадой под командованием капитана Золтса и подразделением армии ЛСПР (красных латышских стрелков). Во время сражений на Бермонтиаде 3 ноября 1919 года латвийская армия безуспешно пыталась на трёх вооружённых лодках в Каугурциемсе высадить десант. 
В 1925 году к городу Слока присоединили земли Слокского пастырского поместья и Каугурциемс. В 1959 году Слоку вместе с Каугурциемсом включили в состав города Юрмалы. 
В 1960-х годах было начато строительство многоэтажных домов между Слокой и Каугурциемсом, где был основан Каугурский микрорайон Юрмалы. В 1981 году население Каугури составляло 15 000 человек.

## Памятные места боёв за свободу
Памятник на месте боя роты капитана П. Золтса был открыт 25 ноября 1934 года. В нижней части камня есть табличка с текстом: «Здесь пали за Латвию 18 мая 1919 года капитан Золтс Паулис, старший лейтенант Гринталс Эдвардс, солдаты Мелнгалвис Андрейс, Силиньш Фрицис, Карклиньш Янис, Пулитис Жанис». Памятник создал каменотёс Паэгле. Во время советской оккупации, в 1948 году, памятник был разрушен и восстановлен 18 мая 1989 года (архитектор (Я. или Ю.?) Албертс, автор реставрационного проекта). Березовая аллея также была восстановлена и улица была обратно переименована в улицу имени капитана Золтса.  
Четыре погибших солдата роты Золты были похоронены возле Кемерской лютеранской церкви. Отдельное место захоронения с мемориальными досками находится между улицами Каптейня Золта и Вежу, где в 1919 году было похоронено неизвестное число латышских красных стрелков, павших в бою.